# Cromosoma 3 (pel·lícula)
Cromosoma 3 (The Brood) és una pel·lícula canadenca dirigida per David Cronenberg, estrenada el 1979.

## Argument
Un psiquiatre inventa una teràpia revolucionària que aplica als seus malalts. No havia previst els efectes secundaris, particularment destructors...

## Repartiment
- Oliver Reed: Dr. Hal Raglan
- Samantha Eggar: Nola Carveth
- Art Hindle: Frank Carveth
- Henry Beckman: Barton Kelly
- Nuala Fitzgerald: Juliana Kelly
- Cindy Hinds: Candice Carveth
- Susan Hogan: Ruth Mayer
- Gary McKeehan: Mike Trellan
- Michael Magee: Inspector
- Robert A. Silverman: Jan Hartog
- Joseph Shaw: Coronel
- Larry Solway: Advocat
- Reiner Schwartz: Dr. Birkin
- Felix Silla: Criatura
- John Ferguson: Criatura

## Al voltant de la pel·lícula
- La pel·lícula va ser rodada del 14 de 14 de novembre al 21 de desembre de 1978 a Toronto.[2]

## Premis
- Premi del Jurat de la Crítica Internacional en el XIV Festival Internacional de Cinema Fantàstic i de Terror 1981.[3]